# Deutscher Soldatenfriedhof Lens-Sallaumines
Het Deutscher Soldatenfriedhof Lens-Sallaumines is een Duitse militaire begraafplaats met gesneuvelden uit de Eerste Wereldoorlog en gelegen in de Franse gemeente Sallaumines. Ze ligt 1.100 m ten noordwesten van het centrum van Sallaumines. Zoals gebruikelijk is de begraafplaats aangeplant met grote loofbomen (meestal eiken en platanen) waartussen de natuurstenen kruisen staan. Op de voorzijde van deze kruisen staan de namen van twee tot drie gesneuvelden. De begraafplaats wordt door de Volksbund Deutsche Kriegsgräberfürsorge onderhouden. Direct naast deze begraafplaats ligt de Commonwealth-begraafplaats Lens Eastern Communal Cemetery.
Er worden 15.646 doden herdacht. Daarvan zijn er 4.167 die niet meer geïdentificeerd konden worden. Iets minder dan de helft van de doden liggen in massagraven waarbij een rij ruwe stenen zuilen de plaats accentueren. Een monolithische gedenksteen herdenkt de slachtoffers van het Regiment No57 Herzog Ferdinand von Braunschweig. Er liggen ook twee Russen die in krijgsgevangenschap zijn gestorven.

## Geschiedenis
De begraafplaats werd in de herfst van 1914 door Duitse troepen aangelegd om de slachtoffers die gevallen waren in de strijd om de heuvels van Lorette en Vimy te begraven. In de daaropvolgende jaren werden nog vele doden bijgezet die gevonden werden in de voormalige slagvelden rondom Lens. In 1917 en 1918 werd de begraafplaats voor een groot deel vernietigd door geallieerd artillerievuur. Na de oorlog werd de begraafplaats door de Franse militaire overheden gereconstrueerd en opnieuw aangelegd waarbij ook slachtoffers uit 39 voorlopige begraafplaatsen naar hier werden overgebracht. Na het Frans-Duitse oorlogsgravenverdrag van 19 juli 1966 werd door de Volksbund Deutsche Kriegsgräberfürsorge begonnen met de definitieve aanleg en onderhoud van de begraafplaats. Toen werden de houten kruisen vervangen door de huidige duurzame natuurstenen kruisen. Voor de 41 joodse slachtoffers werden natuurstenen zerken met een davidster opgesteld.
- Paul Mauk, geboren in Waldkirch (Baden-Württemberg) was soldaat bij het Infanterieregiment 113 en is het jongste slachtoffer op deze begraafplaats. Hij was 14 jaar toen hij sneuvelde op 7 juni 1915.[1]